# Adventní věnec

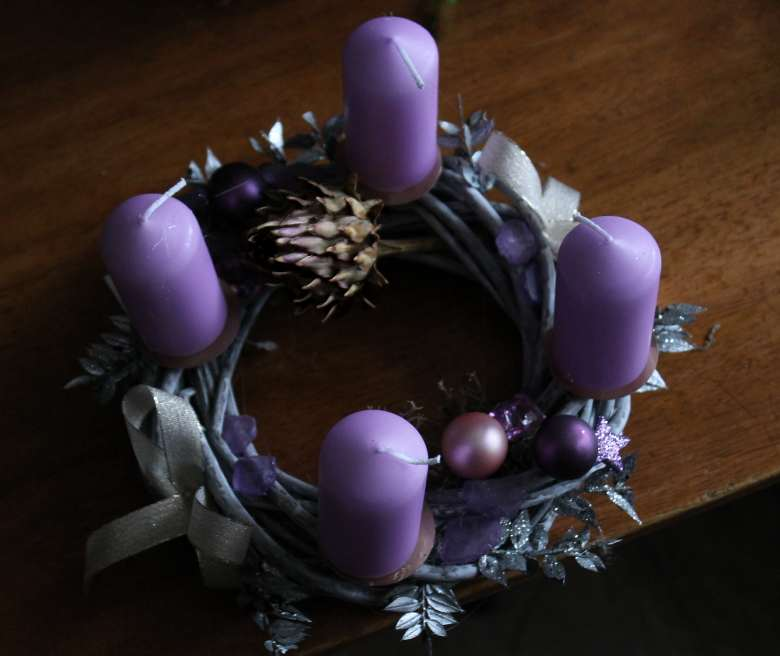
Adventní věnec s fialovými svícemi. Fialová je barva adventu.

Adventní věnec je v západních křesťanských církvích pomůcka k symbolickému odpočítávání čtyř týdnů adventu, doby příprav na Vánoce. Obvykle má podobu věnce z jehličnatých větví se čtyřmi svícemi. Každou adventní neděli se zapaluje další svíčka. Svíček může být ale i více, v závislosti na zvyklostech a trendech. Svíce mohou být různě vysoké, různých barev, symetricky nebo asymetricky rozmístěné. Zdobené věnce bez svíček, které se někdy také nazývají adventní věnce, jsou používány k ozdobení vchodových dveří. Klasické adventní věnce se zavěšovaly na stuhách, od počátku 21. století je nahrazují věnce, které se kladou přímo na svátečně upravený stůl. Advent má v křesťanské symbolice zvláštní význam, zahajuje nový liturgický rok.

## Historie

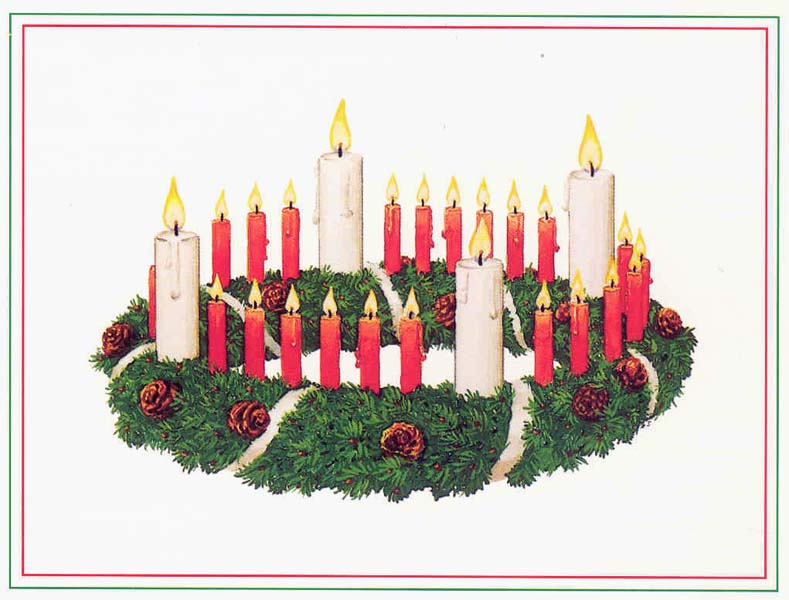
Adventní věnec v podobě navržené Johannem Hinrichem Wichernem

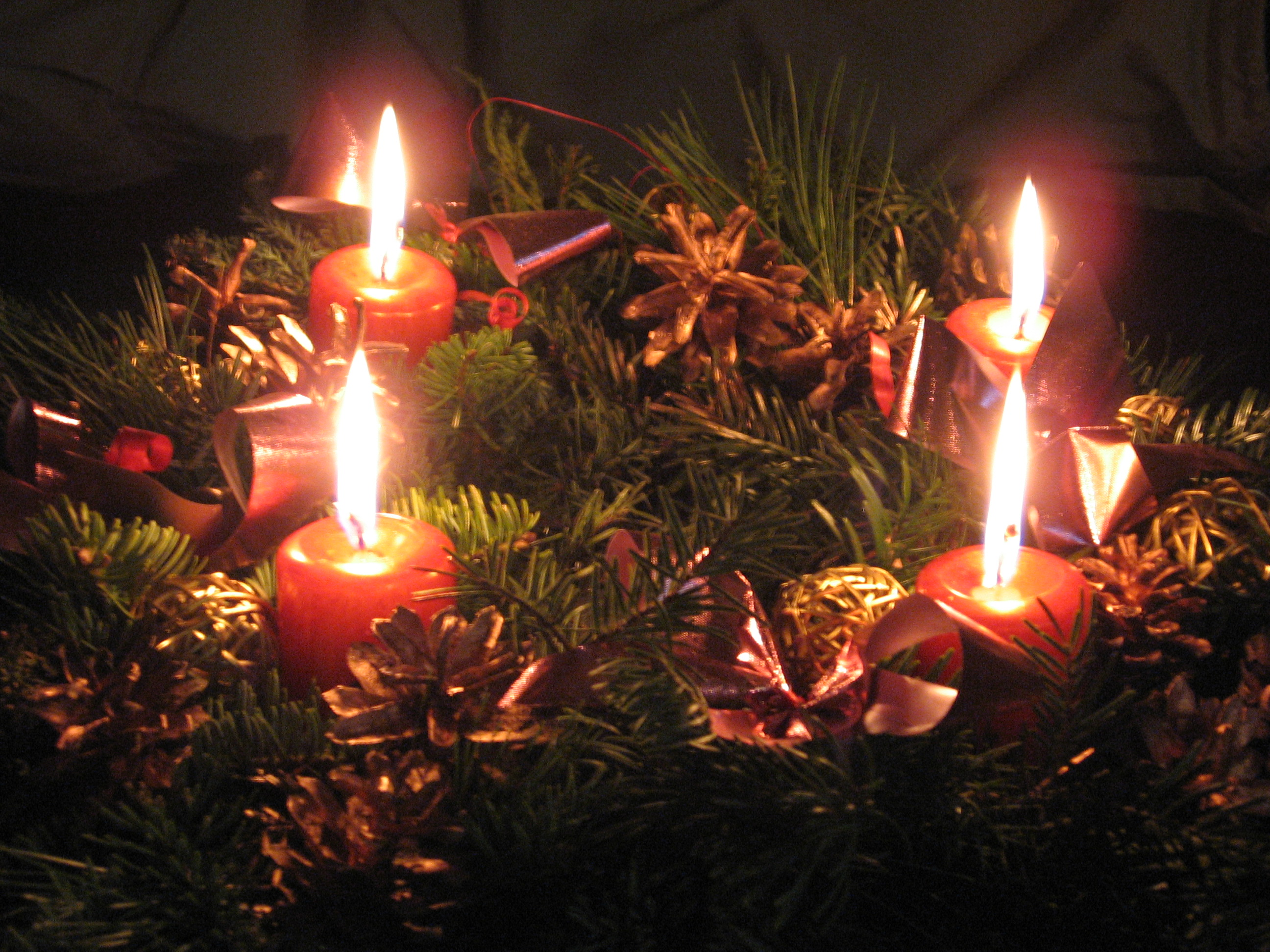
Adventní věnec se všemi svíčkami hořícími

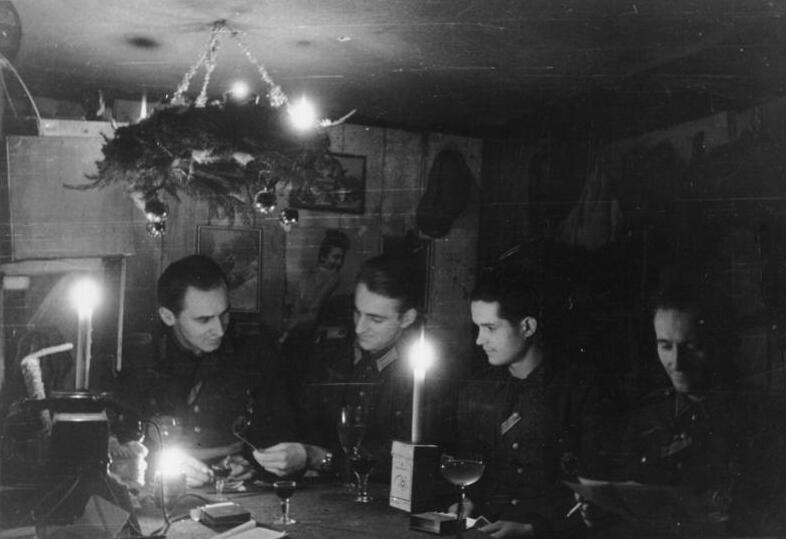
Klasický adventní věnec visí ze stropu na čtyřech mašlích. Ozdoby visí ze spodní části

Tradici adventního věnce založil v Hamburku německý protestantský teolog Johann Hinrich Wichern (1808–1881). Ten se mimo jiné zabýval městskou misií a založil školu pro chudé děti. Ty se ho v předvánoční době každodenně ptaly, kdy už budou Vánoce. V roce 1839 proto vyrobil předchůdce dnešních adventních věnců ze starého dřevěného kola, na něž upevnil 19 malých červených svíček pro všední dny a 4 bílé svíce pro neděle. Každý den se zapalovala další svíčka, v neděli velká bílá, v ostatní dny malá červená.
Podobný vývoj prodělal i vánoční stromek zdobený svíčkami, který se objevil v Německu v 16. století, ale popularitu a rozmach zažil až v 19. století.
Zvyk se rozšířil nejdříve do německých protestantských sborů a počet svící se ustálil na dnes používaných čtyřech či pěti. Ve dvacátých letech dvacátého století se uchytil i v německých katolických kostelích. Dnes se již objevuje i v některých rodinách pravoslavného vyznání, zejména těch žijících na Západě.

### Paradeisl

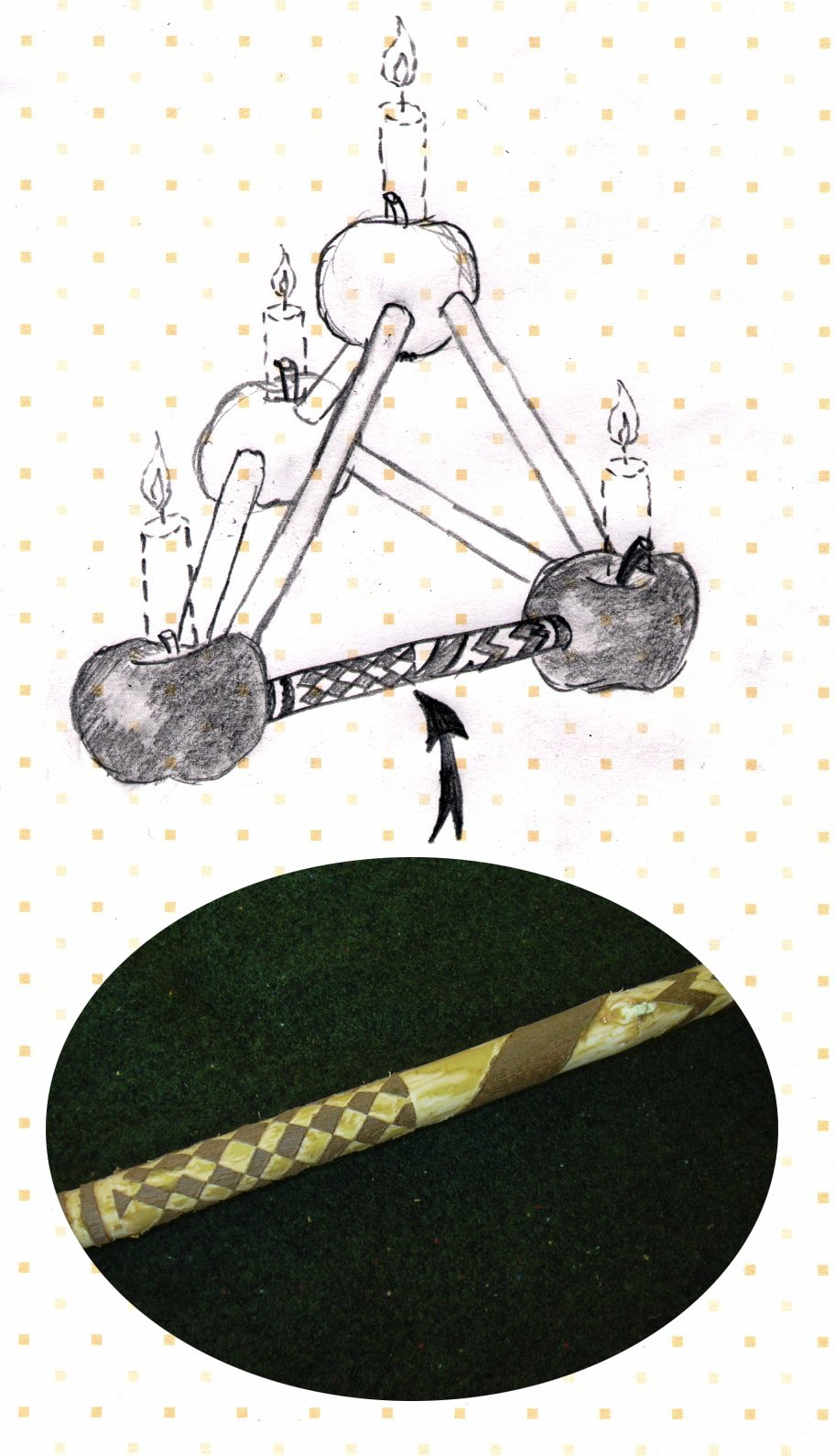
Paradeisl

Za předchůdce adventního věnce bývá považován rakouský Paradeisl. Konstrukce ozdoby byla tvořena z jedlových větví nebo zimostrázu. Konstrukci spojovala jablka, která tvořila čtyři vrcholy konstrukce. V každém jablku byla umístěna svíčka na místě stopky, která byla vyříznuta. Paradeisl mohl být zdoben sušeným ovocem, ořechy a cukrovím.

## Formy adventního věnce
Adventní věnce se liší v tradičních barvách i v počtu svíček. Tato pravidla jsou velice úzce spojena s použitím a smyslem věnce, a proto jsou do značné míry rozhodující. Dále se technické provedení může lišit umístěním buď na stůl, nebo zavěšením na stuhy pod strop. Jako adventní věnce (bez svíček) jsou označovány i věnce vyvěšované na dveře nebo na zeď v období adventu.
Modrá barva je v některých zemích (USA, Velká Británie) populární alternativou fialových a červených adventních svíček a ozdob. Její častější používání v období adventu a u adventních svíček je přisuzováno protestantským církvím, zejména luterským církvím a anglikánským církvím. V tomto liturgickém období je fialové (modré) barvě připisována symbolika pokání, ztišení a čekání (na příchod Krista).
Jiné varianty adventního věnce zahrnují pátou bílou svíčku ve středu věnce jako symbol duchovní čistoty a Vánoc, často také jako Neposkvrněné Panny Marie, nebo symbol samotného Ježíše Krista. Někdy bývá nazývána jako „Kristova svíčka“. Ta může být zapálena na Štědrý den a Boží hod vánoční. Bílá je tradiční sváteční barva v Západní Evropě. Čtyři červené svíčky s jednou bílou ve středu je pravděpodobně nejčastější uspořádání adventního věnce u protestantských církví ve Velké Británii. Protože adventní barvou je barva fialová, používají se ve správné variantě svíčky a stuhy fialové.

## Symbolika

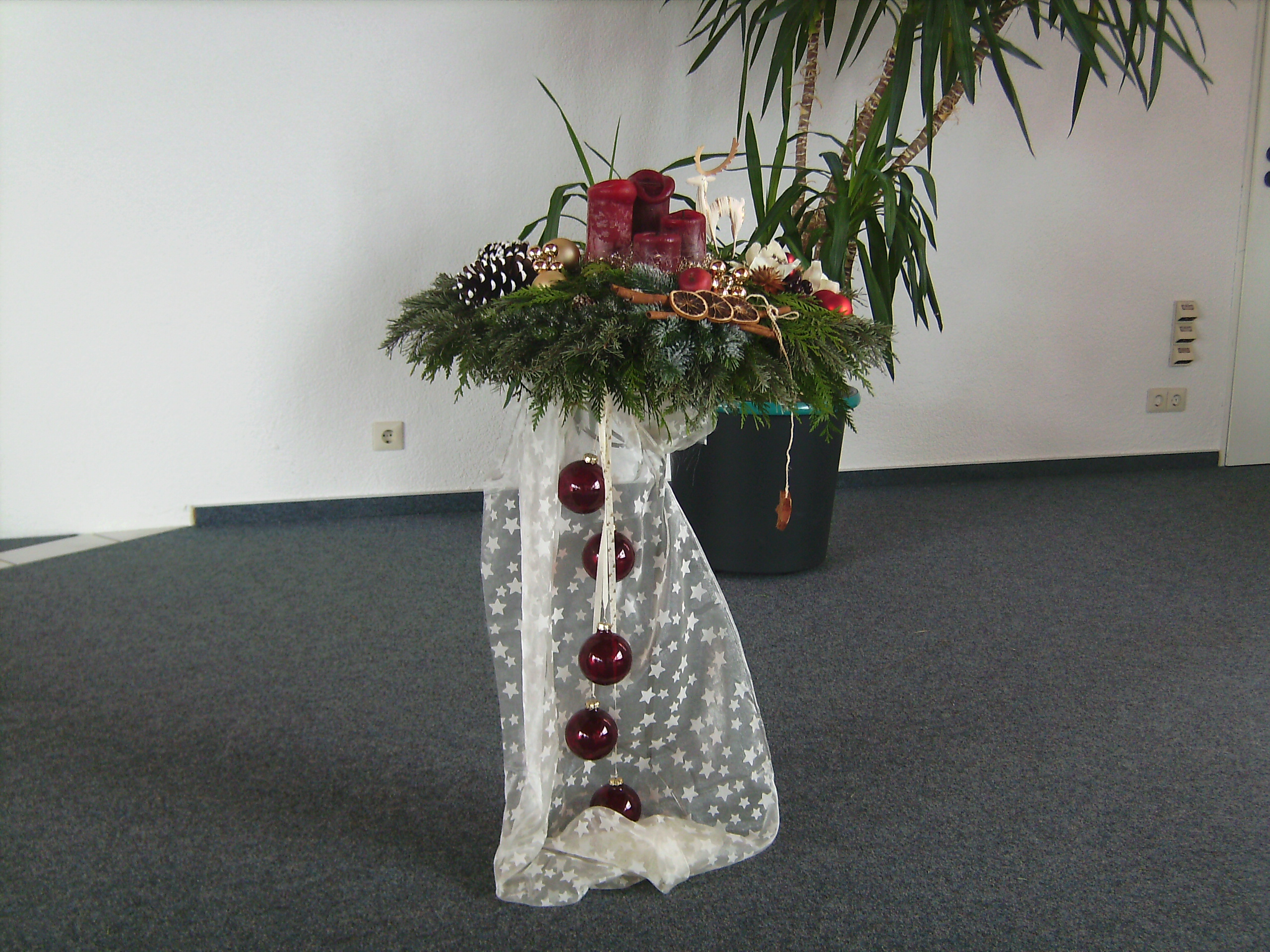
Adventní věnec se svíčkami umístěnými společně ve středu

Rozsvícení svící na adventním věnci nepřímo navazuje na židovskou tradici starou 2000 let – na slavení svátků světel zvaných Chanuka. Na židovských chanukových svícnech se rozsvěcuje postupně osm světel.
Některé zdroje ale odkazují i na starý germánský zvyk zapalování uprostřed zimy ohně v zeleném kruhu, který byl symbolem slunce.
 Předchůdcem adventního věnce v Německu je „paradeisl“, kde jsou rovněž čtyři svíce, byly také zapalovány postupně. Původní adventní věnec však měl více svící, pro každý den jednu, šlo však o druh vánočního kalendáře pro děti, nikoliv o posvátný symbol sloužící k modlení.
Adventní věnec je vykládán jako symbolika Kristova kříže a ve vztahu ke čtyřem světovým stranám jako jeho požehnání na každou světovou stranu. Tato symbolika ustupuje pro neznalost křesťanství s moderními adventními věnci, na které se svíčky umisťují libovolně a i jejich počet je různý (šest i tři). Čtyři svíčky symbolizují čtyři týdny, jež předcházejí Vánocům. Jejich světlo Krista, který je světlem světa ozařující plamenem lásky každého člověka. Řekl totiž: „Já jsem světlo světa; kdo mě následuje, nebude chodit ve tmě, ale bude mít světlo života.“ (Jan 8, 12)
Podle jiných výkladů byl věnec vždy (od románských dob) určen vítězi, tímto vítězem nad temnotou je podle křesťanské víry Ježíš, jehož narození je v adventu očekáváno.
Existuje více výkladů i u křesťanské symboliky adventního věnce. Symbolika věnce je odvozena od atributů přikládaných božským bytostem, nebo atributů předpokládaných u Boha a bytostí v Bibli. Fialová a zelená, barvy v kterých bývá adventní věnec zobrazován jsou sekulární vánoční barvy. I když pocházejí ze starší evropské praxe, používání jehličnanů a cesmíny symbolizuje pokračování života (po smrti) a naděje, na Kristovo narození. 
Z předkřesťanských dob připomínají adventní věnec dva zvyky. V zimním období nosili lidé do svých příbytků čerstvé zelené větve a tím poskytovali příjemné bydlení dobrým duchům. Holé věnce ze slámy odháněly zlé duchy a tím zajišťovaly požehnání.
Je tradicí, že na adventním věnci svíčky jsou vždy zapalovány po směru hodinových ručiček symbolizující tak plynutí času.

### Svíčky podle křesťanské tradice
Světlo – akumulace světla, postupné zapálení většího množství svíček je výrazem rostoucího toužebného očekávání narození Ježíše Krista, který je v křesťanské víře Spasitelem, Vyvoleným. V bohoslužbách se často objevuje výraz, fráze „…na jehož příchod čekáme“. Druhý příchod Ježíše Krista ovšem pro většinou křesťanů znamená konec světa, Apokalypsu, vzkříšení mrtvých a příchod Božího království. Ježíš bývá také nazýván světlo světa.

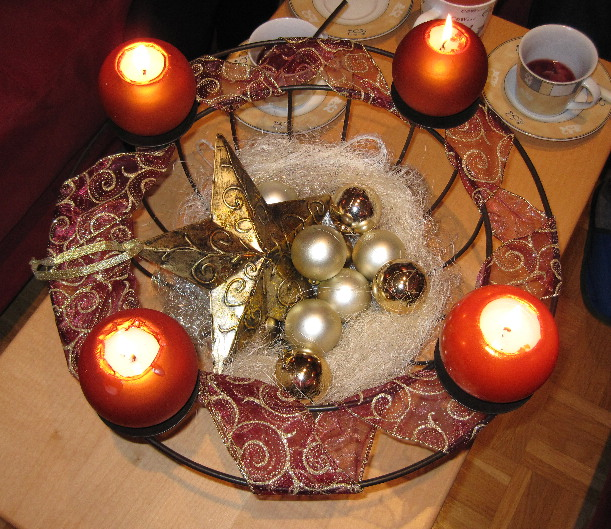
Svícen upravený jako adventní věnec

### Symbolika kruhu u základu adventního věnce
Kruhový věnec představuje Boží věčnost a jednotu (lze také chápat jako jednotu trojjediného Boha), vzkříšení a věčný život. Stálezelené rostliny jsou symbolem života jako takového, nezničitelnosti, stálosti ve víře a také věčnosti.
„…Kruhová podoba věnce symbolizuje ustavičnou cestu slunce a zároveň i věčnost. Krátké dny v prosinci před „drsnými“ nocemi jsou nejtmavšími v roce. Je to čas bludiček, skřítků a bílých paní jejichž návštěva, jak se věřilo, zaručila velkou úrodu pro příští rok. Věnce, které byly v oknech obydlí a dvorců, měli ukázat na cestu těmto bytostem. A od těchto světel až k adventnímu věnci, který ohlašuje blízké narození Krista, je už jen krátká cesta. Adventní věnec, jak se domníváme, je nejspíš opakování jednoho starého zimního zvyku. Tento zvyk se vrací tak, jako mnoho jiných, zpět ke kouzlu kruhu a stojí jako symbol pro přírodní sílu. Zelené větve byly v předkřesťanské době přinášeny do domů a chatrčí. Vonící větve jedlí, jak se věřilo, sloužily přátelským lesním duchům jako útočiště a věnce ze slámy měly přinášet požehnání, odrážet zlé duchy. Proto se také obvazovaly zlatými stuhami, znamením slunce……“

### Pět svíček

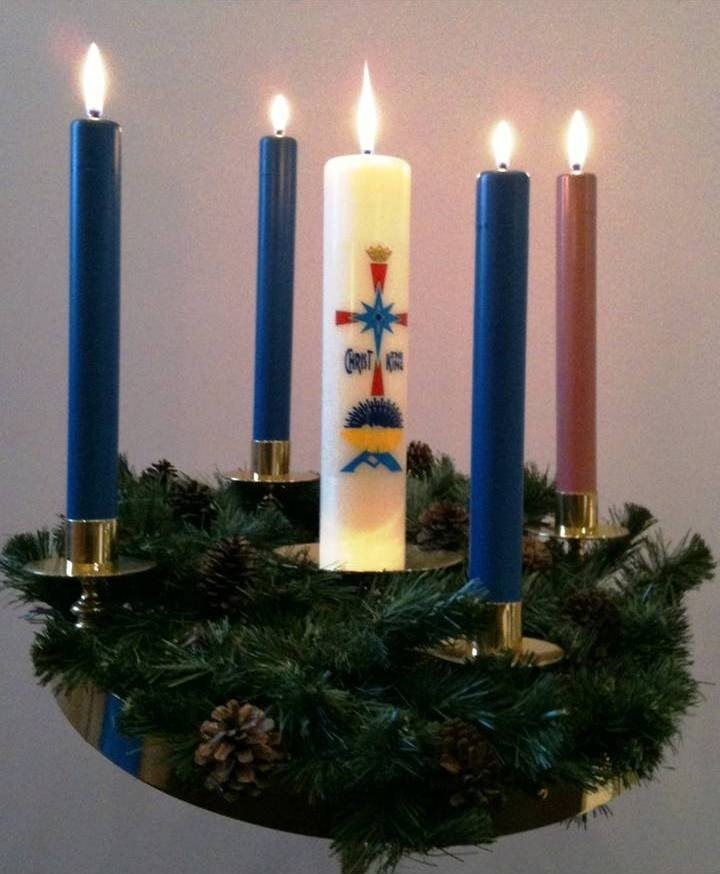
Adventní věnec s bílou svíčkou, jenž je často symbolem Marie Panny, Vánoc, nebo jindy Ježíše Krista.

Existuje více variant adventního věnce, zřejmě nejpoužívanější obdobou klasického vzoru je adventní věnec zahrnující pátou bílou svíčku ve středu věnce jako symbol Panny Marie, Vánoc, nebo často také jako symbol samotného Ježíše Krista. Někdy bývá nazývána jako „Kristova svíčka.“ Ta může být zapálena na Štědrý den a Boží hod vánoční. Bílá je tradiční sváteční barva v Západní Evropě. Čtyři červené svíčky s jednou bílou ve středu je pravděpodobně nejčastější uspořádání adventního věnce u protestantských církví v Británii. Bílá barva reprezentuje duchovní čistotu, Ježíše Krista a jeho Matku Pannu Marii. Kristus i Maria je bez hříchu, neposkvrněný, čistý Spasitel. Je zdůrazňováno,že ti, kteří přijmou Ježíše Krista jako Spasitele se podle křesťanské symboliky umyjí ze svých hříchů a učiní se tak bělejšími než sníh.

### Svíčky – názvy a barvy
Mimo různícího se počtu svíček (čtyři, pět i více) jsou použity i svíčky různých barev, podle symboliky. Kromě čtyř fialových, nebo červených svíček se používá další klasický vzor tři fialové svíčky a jednu růžová svíčka. Ve středu věnce může být podle dalšího tradičního modelu také bílá svíčka. Jako celek, tyto svíčky představují příchod světla Kristova do světa, nebo Ježíše Krista na svět. Existuje ovšem i další množství barevných variant, z nichž některé jsou dosti rozšířené, ale vycházejí z neznalosti křesťanských symbolů.

#### Barvy adventních svíček

##### Nejpoužívanější druhy
V katolické církvi jsou nejoblíbenější barvy adventních svíček fialová a růžová. Historicky je podle křesťanské liturgie hlavní barva adventu fialová. Je to barva pokání a postu, stejně jako barva přivítání příchodu Krále (Ježíše Krista na svět). Fialová je také barvou utrpení během postní doby a velikonočního týdne. Je poukazováno na významnou souvislost mezi narozením Ježíše a jeho smrtí (obětoval se za lidstvo). Aby dodával důrazu odkaz Vánoc jako oslavy narození Ježíše (narodil se aby trpěl pro hříchy lidstva) a utrpení Ježíše Krista (především při ukřižování) byl původně advent doba pokání a postu. V nedávné době však u oslavy Adventu došlo k změně výkladu a v některých církvích byl nahrazen důrazem na naději a očekávání. Změnou výkladu a barvy svící není však omezen a odsunut důraz na pokání v tomto období. Se zaměřením na advent nebo příchod Ježíše je v souvislosti se symbolikou adventu a zapalování svící vyzdvihována příprava na druhý příchod Ježíše.
V západní katolické církvi se fialová barva používá ve třech ze čtyř adventních nedělí. Na třetí adventní neděli nadchází čas radosti, že půst je skoro u konce V některých tradicích se růžová svíčka nazývá Gaudete, podle latinského slova pro „radujte se“ (podle vstupní antifony-modlitby z listu apoštola Pavla Filipanům: „Radujte se stále v Pánu, opakuji, radujte se! Pán je blízko!“). Přechod od fialové do růžové barvy na třetí neděli adventní svíčky upozorňuje na sváteční atmosféru blížící se oslavy. V mnoha kostelech třetí neděle zůstává označena růžovou barvou. Barvy jsou podle barvy liturgických rouch: liturgická barva adventu je fialová, růžová na třetí neděli adventní.
V protestantských církvích je obvyklejší použít čtyři červené svíčky. Červená je používána jako tradiční vánoční barva, symbolizující radost, srdce, Krista, důstojnost, vítězství bohatství, štěstí a krev. „…Tradiční barva adventního věnce je však červená a zelená. Červená upomíná na krev Kristovu prolitou za spásu světa, obě barvy pak symbolizují život. …“
Většina protestantských církví nyní používá modrou barvu k rozlišení období adventu od postní doby a tedy na adventním věnci je fialová barva nahrazena modrou. Modrá je někdy používána jako symbol královské hodnosti. Některé kostely používají modrou jako symbol noční oblohu, očekávání blížícího příchodu krále, Ježíše Krista na svět, nebo jako symbol vody Genesis, počátek nového stvoření. Některé kostely, včetně některých katolických kostelů, zachovávají tradiční použití fialové. Takové současné použití dvou barev poskytuje dojem harmonického souladu mezi fialovou a modrou.
S přechodem na modrou barvu adventu v nekatolických církvích si některé církve zachovaly mezi barvami svíček na adventním věnci růžovou barvu, ale použily ho na čtvrtou neděli adventní. Ta je stále spojena se vzájemností, ale je někdy používána jako vyvrcholení sezony adventu, jako poslední neděle před Vánocemi.

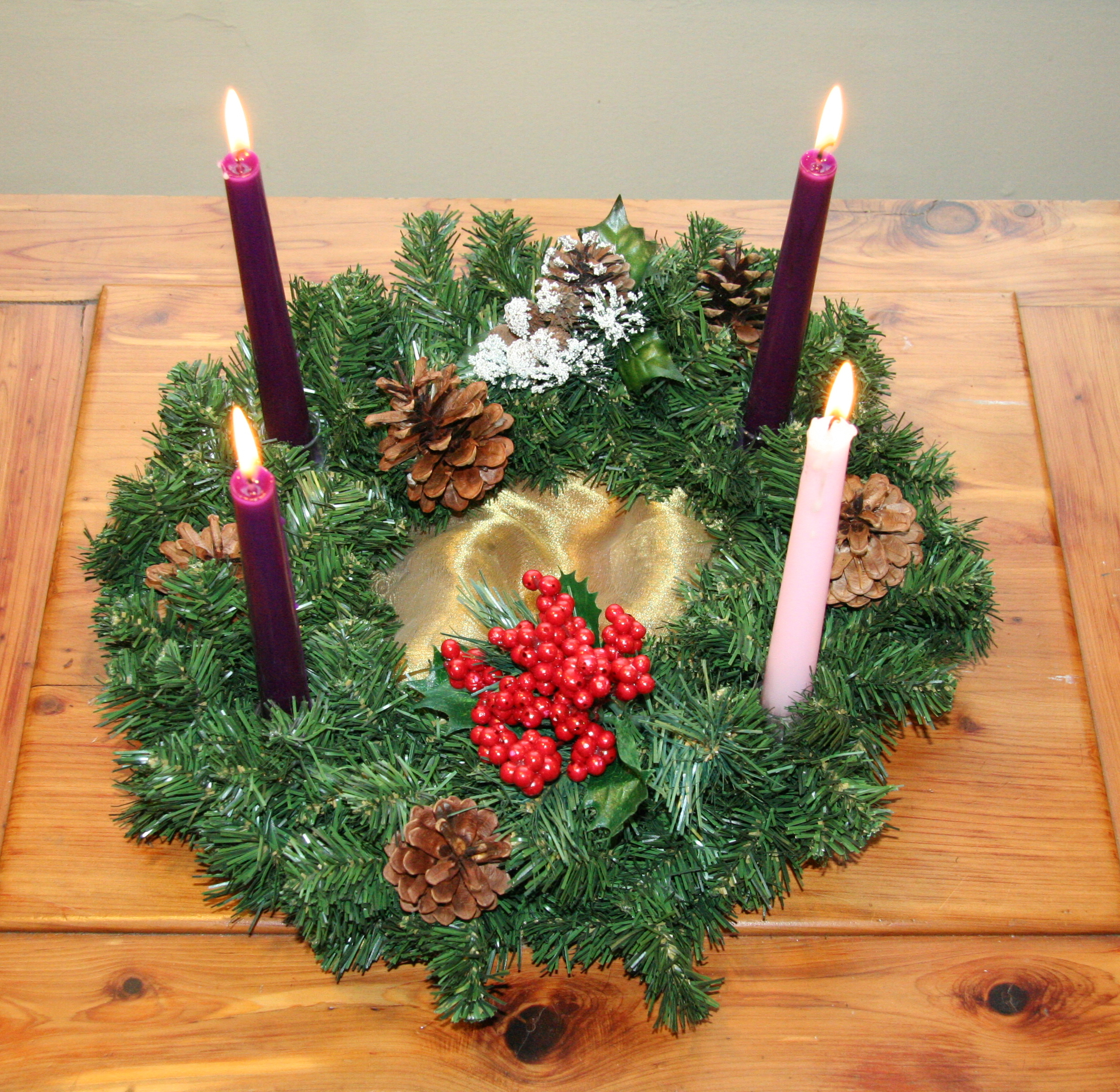
Levný adventní věnec s gaudete svíčkou. Věnec vyrobený z umělého chvojí, s umělými přízdobami ale bez vkusu a bez bezpečnostních kalíšků.

##### Odlišné tradice
V katolické části Irska je tradicí adventní věnec s pěti svíčkami ve třech barvách. Tři svíčky fialové, růžová a bílá svíčka. Na prvních dvou adventních nedělích je zapálena fialová svíčka, z nichž každá představuje reflexi a pokání. Na třetí neděli pro Iry světlo růžové svíce symbolizuje očekávání svátku. Poslední fialová svíčka oslavuje příchod Vánoc a rozsvítí se na čtvrtou neděli adventní. Pátá svíčka (bílá) je uprostřed adventního věnce a rozžíná se na Štědrý večer. Tato svíčka se nazývá svíce Krista a představuje život Ježíše Krista, který má přijít na svět.
Dokonce i protestantské Norsko má zvláštní tradici ve výběru svíček. Jsou to tradice Norské církve luteránské. Adventní věnec má čtyři fialové svíčky.
Ve Švédsku je první svíčka již tradičně bílá, další tři jsou fialové. Bílá znamená barvu ráje, jak popisuje Kristin Solli Schøien v knize „I en kurv til min datter“ (2003).

#### Jména svící na adventním věnci

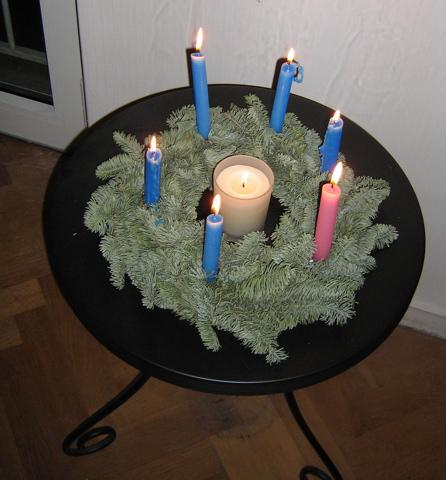
Adventní věnec s jiným počtem svíček

Na první neděli adventní, je rozsvícena první (fialová) svíce. Tato svíce se obvykle nazývá „svíce proroků“ na památku proroků, hlavně Izaiáše, kteří předpověděli narození Ježíše Krista. Tato svíčka představuje naději a očekávání. Především očekávání příchodu Mesiáše. Každý další týden v neděli, je zapálena další svíčka. Na druhou neděli adventní, je zapálena druhá fialová svíce. Tato svíčka obvykle reprezentuje lásku. Některé tradice ji označují jako svíčka „betlémská“, která symbolizuje Kristovy jesle. Na třetí adventní neděli Gaudete (radostná) je zapálena růžová, nebo růžově svítící barevná svíčka. Tato růžová svíčka se obvykle nazývá „pastýřská“ a představuje radost. Čtvrtá, poslední fialová svíčka, je nazývána „andělská“ svíčka a představuje mír a pokoj. Je rozsvícena na čtvrtou neděli adventní.
Někdy je adventní věnec se svíčkami ve čtyřech barvách – fialové, červené, růžové a bílé. Zapalují se v tomto pořadí. Svíčky jsou také spojená se jmény odpovídajícími liturgii adventu každou neděli: Izaijášova, Janova, Pastýřská a Mariina svíčka.

#### Jiné vzory jmen a barev
Jména svíček u adventního svícnu s pěti svícemi a doporučené liturgie:
- 1. svíčka Naděje (fialová), doporučené čtení při zažehnutí svíčky Naděje – Izaijáš 60:2–3. Po dočtení uhasit svíčku.
- 2. svíčka Mír (fialová) , doporučené čtení při zažehnutí svíček Naděje a Mír – Evangelium sv. Marka 1:4. Po dočtení uhasit svíčku.
- 3. svíčka Přátelství, vzájemnost (růžová “Gaudete„), doporučené čtení při zažehnutí svíček Naděje, Mír a Přátelství – Izaijáš 9,6–7, 35,10. Po dočtení uhasit svíčku.
- 4. svíčka Láska (fialová), doporučené čtení při zažehnutí doporučené čtení při zažehnutí svíček Naděje, Mír, Přátelství a Láska – Izaijáš 9,6–7. Po dočtení uhasit svíčku.
- 5. svíčka Kristus (bílá), zapálení všech pěti svíček po západu slunce. Doporučené čtení při zažehnutí svíček – Evangelium sv. Lukáše 1,68–79 a Evangelium sv. Lukáše 2,1–20. Svíčky hoří až do konce.

Jiné názvy:
- 1. svíčka Patriarchů
- 2. svíčka Proroků
- 3. svíčka Jana Křtitele
- 4. svíčka Marie ,matky Ježíšovy
- 5. svíčka Kristus, světlo světa

### Benediktionale
V římskokatolické a starokatolické církvi je adventní věnec žehnán na začátku mše první neděle adventní. Žehná se věnec zdobící presbytář kostela, ale mohou být požehnány i věnce, které si přinesou účastníci bohoslužby.

## Módní trendy a komerce

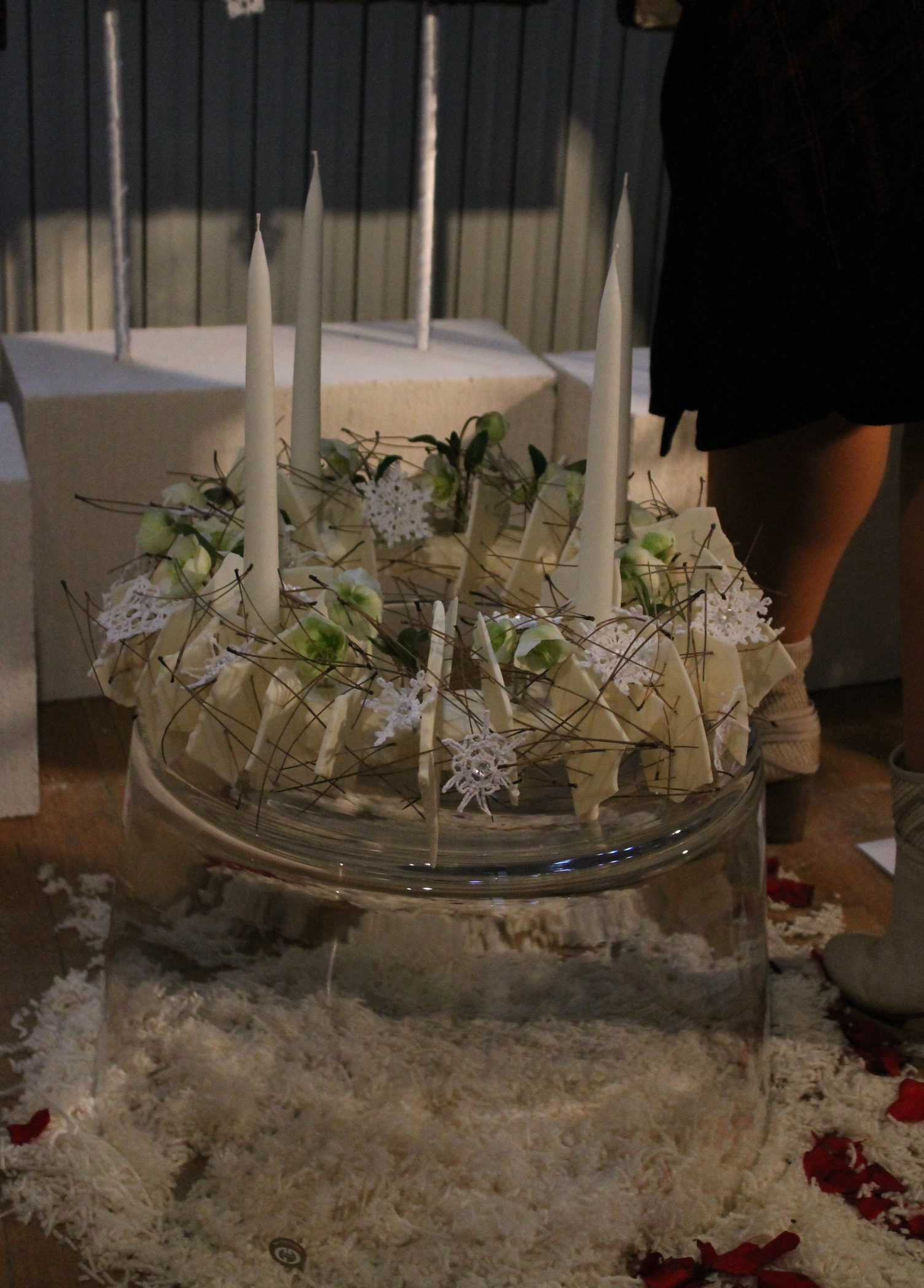
Adventní věnec z bílé čokolády (Brněnská růže 2014)
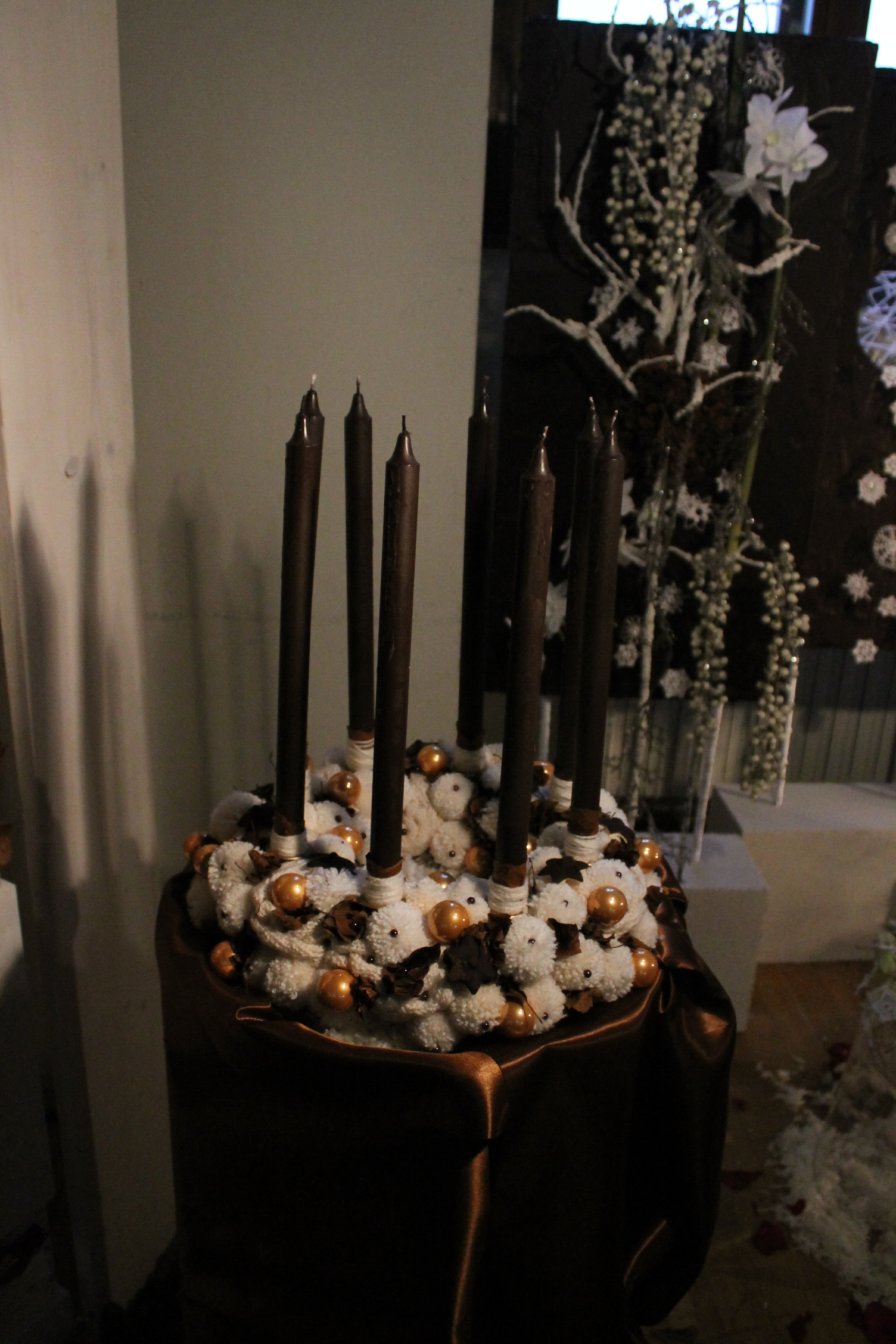
Adventní věnec z pletené bílé vlny a čokolády (Brněnská růže 2014)
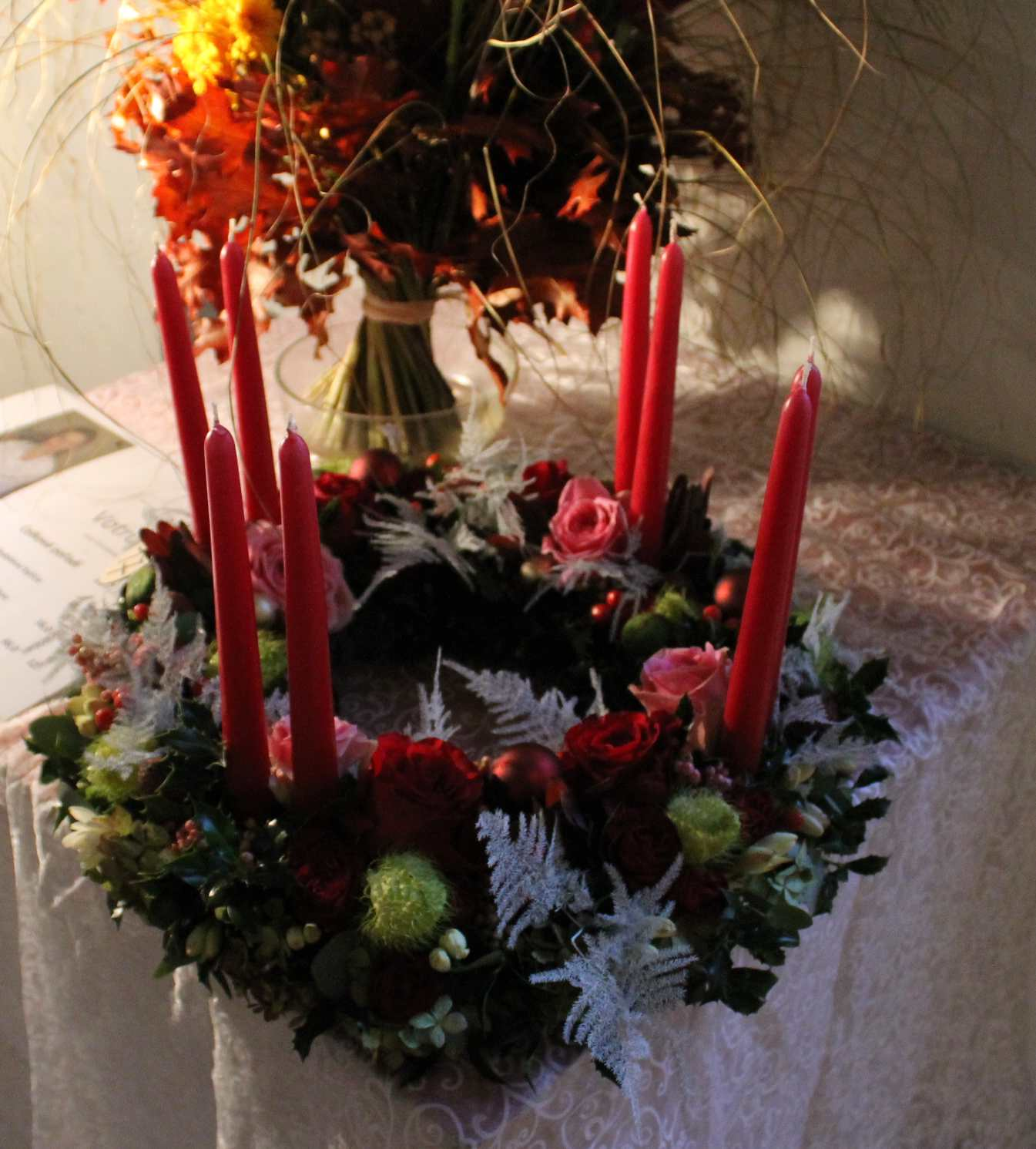
Adventní věnec s hlavičkami růží (Brněnská růže 2014)
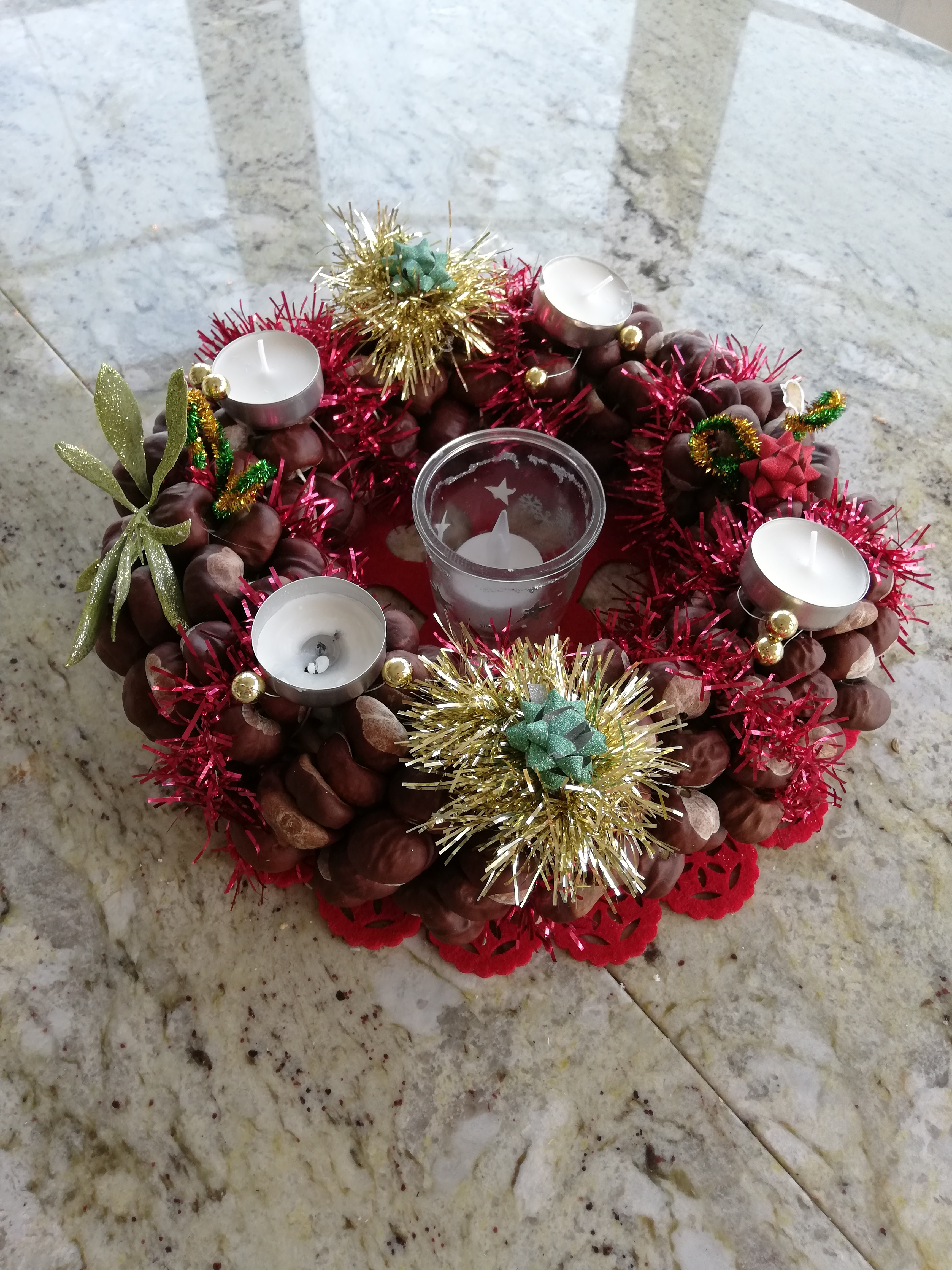
Adventní věnec domácí výroby z kaštanů (2019)

### Barevnost a výzdoba věnce
Adventní věnec byl ve 20. století používán zavěšený na čtyřech stuhách, s tím, že byl zdoben na stranách. Na horní části věnce byly umístěny často u poměrně velké mašle širokých stuh což bylo obvykle dostatečnou výplní mezi svíčkami věnců do domácnosti. Ozdoby, jako hvězdy, andělíčci, perníky, ale nejčastěji slaměné ozdoby, visely z věnce dolů, přesně z vnitřní strany věnce na tenké stuze, v různé výšce. Ozdob bylo spíše menší než větší množství. Nejobvyklejší barvou stuhy a svíček byla červená a oblíbená, mimo fialové, byla i zlatá.
S přelomem tisíciletí jsou preferovány věnce na stůl. Zdobeny byly bohatě ve čtyřech skupinách na místech stuh. Později bylo oblíbeno rozptýlené zdobení celého korpusu. S úbytkem sněhu roste používání bílé barvy jako symbolu Vánoc a Adventu aranžéry. Není preferováno zdobení větším množstvím zlatých ozdob. Někdy je kladen důraz na estetiku a kvalitu materiálu. V rozhodování největšího množství zákazníků je určující cena.[zdroj⁠?!]

### Vývoj výzdoby
Módní trendy bývaly u adventních věnců nepřekročitelnou povinností. Fialová a tolerovaná, rozšířená, červená barva, u konzervativních domácností byla dříve nepřekročitelnou tradicí.[zdroj⁠?!] Později každoroční diktát módy interpretovaný masám masovými sdělovacími médii informoval v rámci vánoční horečky jakou barvu je třeba zvolit pro reprezentativní výzdobu.[zdroj⁠?!]
V průběhu let se měnily třpytivé barvy a bohatá výzdoba adventních věnců (do roku 2000) na matné a přírodní, s důrazem na přírodní materiály. Do roku 2010 bývaly často používány včelí svíčky, které působí i přirozenou vůní.

## Výroba adventního věnce

### Nářadí
Zahradnické nůžky, nůžky na papír, nůžky na drát, nastříhaný vázací drát různé tloušťky (přibližně 0,5 až 1 mm), vázací drát navinutý na špulce (0.5–0.8mm), 4 ks bezpečnostních kovových držáků na svíčky s hrotem, 4 adventní svíčky, pokud možno z nestékavého vosku.

Vázací drát je zřejmě někdy nahrazován v nedostatku u amatérů provázkem, který může ale podléhat změnám délky (zejména při práci s vlhkými materiály) a je nebezpečí přetrhnutí (podle materiálu) při práci.

### Materiál

#### Základ
Jako základ k výrobě adventního věnce lze použít slaměný věnec,nebo je používán i polystyrénový korpus, nebo se dá koupit v květinářství florexový (zelená hmota) základ. Jsou doporučovány i vyschlé vlhké noviny, zmačkané do kruhu. K pokrytí základu lze použít zelený krepový papír,nebo látku omotaný kolem připraveného kruhu. Běžný krepový papír při práci s mokrým chvojím dělá obvykle barevné skvrny, proto je vhodné použít dražší zahradnický krepový papír. Po odstrojení a odmotání chvojí lze základ věnce použít ještě několikrát. Odstrojení a odmotání chvojí je však téměř stejně pracné jako namotání vzhledného věnce a nazdobení.
Chvojí

Obvykle se používají větvičky z jehličnanů (ne borovice nebo modřín) Velmi vhodný je tis, dobře se pracuje s jalovcem a tújí. Lze použít i různé větvičky listnatých dřevin (ne mahónii), nejlépe neopadavých a barevně stálých, jako je například břečťan. Dobře vypadá kombinace různých materiálů zimostrázu s jalovcem, tújí nebo jinými jehličnany a jehličnanů vzájemně. Jedlové chvojí je jako základní materiál používáno profesionály nejčastěji. Všeobecně lze říci, že ještě více než na materiálu závisí výsledek na pečlivé přípravě materiálu (nastříhání) a práci s ním při namotávání na věnec.
Některé webové stránky doporučují chvojí z lesa, 
ovšem získat vhodné chvojí v lese je velmi nesnadné, protože smrkové chvojí je nevhodné a vhodné jedlové chvojí je z vrcholů stromů, nebo velmi mladých porostů.

#### Dekorace
Lze použít mašličky, pentličky, ovoce, větvičky, šípky, oříšky, růžičky, kusovou skořici, malé kouličky, šišky, jeřabiny, měděné andělské vlasy, jmelí, minirůžičky, badyán, plátky citrónu, nebo plátky jiného sušeného ovoce a přízdoby, které lze spojovat se zimou a Vánocemi. Přízdoby lze připevnit provázkem, drátem, nebo lepidlem.

### Postup
Nastříhat chvojí tak, aby větvičky měly mezi deseti a patnácti centimetry. Přiložit první řadu větviček na korpus a spodní část větviček a korpus omotat vázacím drátem tak, aby pevně držela (2×). Přiložit další řadu větviček tak, aby se obě řady překrývaly a další řada zakryla především spodní část a opět ji omotat provázkem. Do korpusu je možné zapíchnout kovový držák na svíčku. Svíčky na věnec je nejvhodnější připevnit na bodec s podložkou správné velikosti. Je možné ovšem svíčky připevnit hřebíkem kterým propíchneme korpus zespodu a svíčku pak lze na hřebík jednoduše nabodnout, nerozlomí-li se. I pak hrozí nebezpečí požáru při hoření a hřebík se může viklat a měnit polohu. Podobně nebezpečné mohou být svíce napíchnuté na drát a připevněné ke korpusu bez další nehořlavé podložky.
Pokud je adventní věnec určen k zavěšení na dveře (nejnověji označováno jako „domovní znamení“ ), postup na jeho výrobu bude stejný. V tomto případě však adventní věnec nepotřebuje svíčky, a pochopitelně ani podložky na ně.
K zavěšení klasického, visícího adventního svícnu na stuhách od stropu jsou třeba čtyři stuhy, jež jsou symetricky upevněny k věnci a směrem nahoru se sbíhají. Věnec nemá být zavěšen příliš vysoko pod stropem, neboť svíce očadí strop, ani příliš nízko nad stolem, aby nepřekážel a vosk z kymácejícího svícnu neznečistil stůl a okolí.

## Bezpečnostní rizika
Svíčky, převážně z adventních věnců, způsobí během prosince v ČR přes 1000 požárů.

### Požární rizika
Suché chvojí je vysoce hořlavé. Přízdoby jsou z hořlavého plastu, nebo slámy. Základ věnce, není-li zhotoven z vysoce hořlavého pěnového polystyrenu je ze slámy, která snadno, stejně jako jehličí nasákne voskem ze svíčky na věnci a stane se podobně hořlavou. Bezpečnostní rizika vyplývají také z obzvláště nebezpečného přístupu uživatele, který při manipulaci podceňuje na základě nezkušenosti z rizika práce s otevřeným ohněm.
Riziko požáru může být dále omezeno umístěním na vhodnou nehořlavou podložku, kterou může být široká porcelánová mísa, nebo talíř.
- svíčky na adventním věnci by měly mít misku, aby se zabránilo jejich prohoření až k základu věnce,
- v blízkosti svíce by nemělo být nic hořlavého – ani nejrůznější hořlavé ozdoby,
- svíce by měly být zajištěny proti pádu či ulomení, v žádném případě nenechávat zapálenou svíci bez dozoru.[15]

### Povinnosti výrobce
Adventní věnce musí splňovat bezpečnostní pravidla, které jejich výrobu pro profesionální výrobce až o čtvrtinu prodražují. Věnec musí mít pod svíčkami podkalíšky nebo jinou bezpečnou ochranu proti požáru. Tím se vhodně zdobené věnce stávají, jako spotřební zboží, téměř neprodejnými. Adventní věnec musí být vždy označen kromě ceny i adresou výrobce. Obchodníci jsou podle nařízení také povinni podat upozornění na to, že zapálené svíčky na věnci mohou být nebezpečné.

### Kontrola
Bezpečnost výrobků prověřují kontroly ČOI. Stejně jako většinu pravidel, lze pravidlo, aby věnec měl podkalíšky nebo bezpečnou ochranu proti požáru pod svíčkami, snadno obejít. Nebezpečné věnce lze prodávat jako vánoční ozdobu, která nemá být zapálena. Cena tím může klesnout. Při koupi takového výrobku je nutné mít na mysli, že svíčky věnečku jsou zpravidla jen napíchlé na hřebíku nebo drátu a skutečně smí být zapáleny jen s nejvyšší opatrností a vědomím vážného rizika.

#### Výsledky kontrol ČOI
Česká obchodní inspekce za adventní věnce bez návodu rozdává každoročně pokuty. V roce 2009 vykonali inspektoři ČOI v Jižních Čechách kontrolu u 44 prodejců. V jedenácti zjistili porušení zákona. U kontrolovaných prodejců zjistili, že obchodníci nedbají nařízení podat upozornění na to, že zapálené svíčky na věnci mohou být nebezpečné a museli platit pokutu. Další pokuty byly uděleny za rozdílné ceny na prodejní ploše a na pokladně.Podle ČOI největší potíže mají prodejci s bezpečnostními upozorněními k prodávaným adventním věncům.
Výrobky nově musí být opatřeny jménem výrobce, dovozce a dodavatele.

### Bezpečnostní opatření

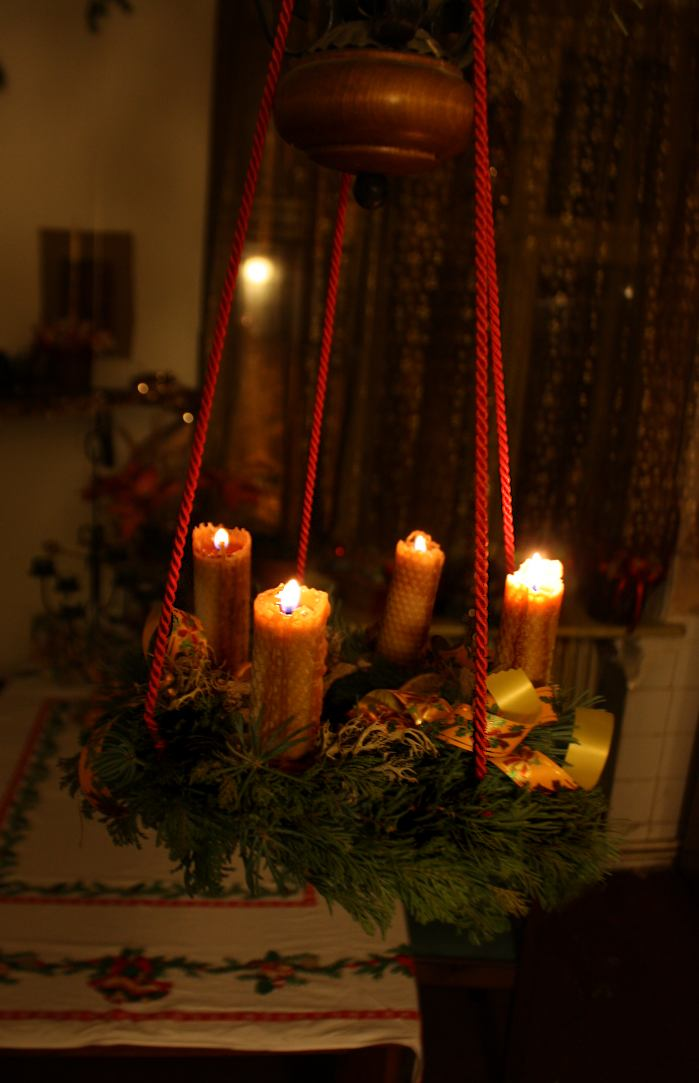
Adventní věnec, svíčky z včelího vosku, míchané chvojí

Zejména během Vánoc, kdy už jsou adventní věnce řádně vyschlé a zapáleny hoří bez dozoru až do konce, může se adventní věnec ocitnout v plamenech. Pokud nejsou na adventním věnci zapálené svíčky nahrazeny elektrickými světly LED diod, je vhodné dodržovat některé zásady.
Svíčky by neměla být poblíž snadno hořlavých předmětů, rozhodně je nevhodné je umístit k oknům do průvanu, blízko záclon, nenecháváme je v těsné blízkosti sedaček či jiných textilií ani na poličce nebo skříni, neboť oheň se rychle přenese na nábytek a zařízení bytu. Adventní věnce, nebo svíčky měly by být ukotveny, nebo aspoň položeny na nehořlavý povrch. Nesmí hořet bez dozoru – zejména ne v přítomnosti dětí nebo domácích zvířat v bytě. Je vhodné svíčky pečlivě uhasit, protože požár může vzniknout i od špatně uhašené svíčky. Zapálené svíčky nesmíme nechávat během jejich hoření bez dozoru. Řádně je zhasínejme, a to vždy, když opouštíme domov nebo jdeme spát.
Protože je požár snadnější uhasit v počátku, ale nebývá zpočátku odhalen, je žádoucí vybavit dům, nebo byt detektorem, hlásičem kouře.

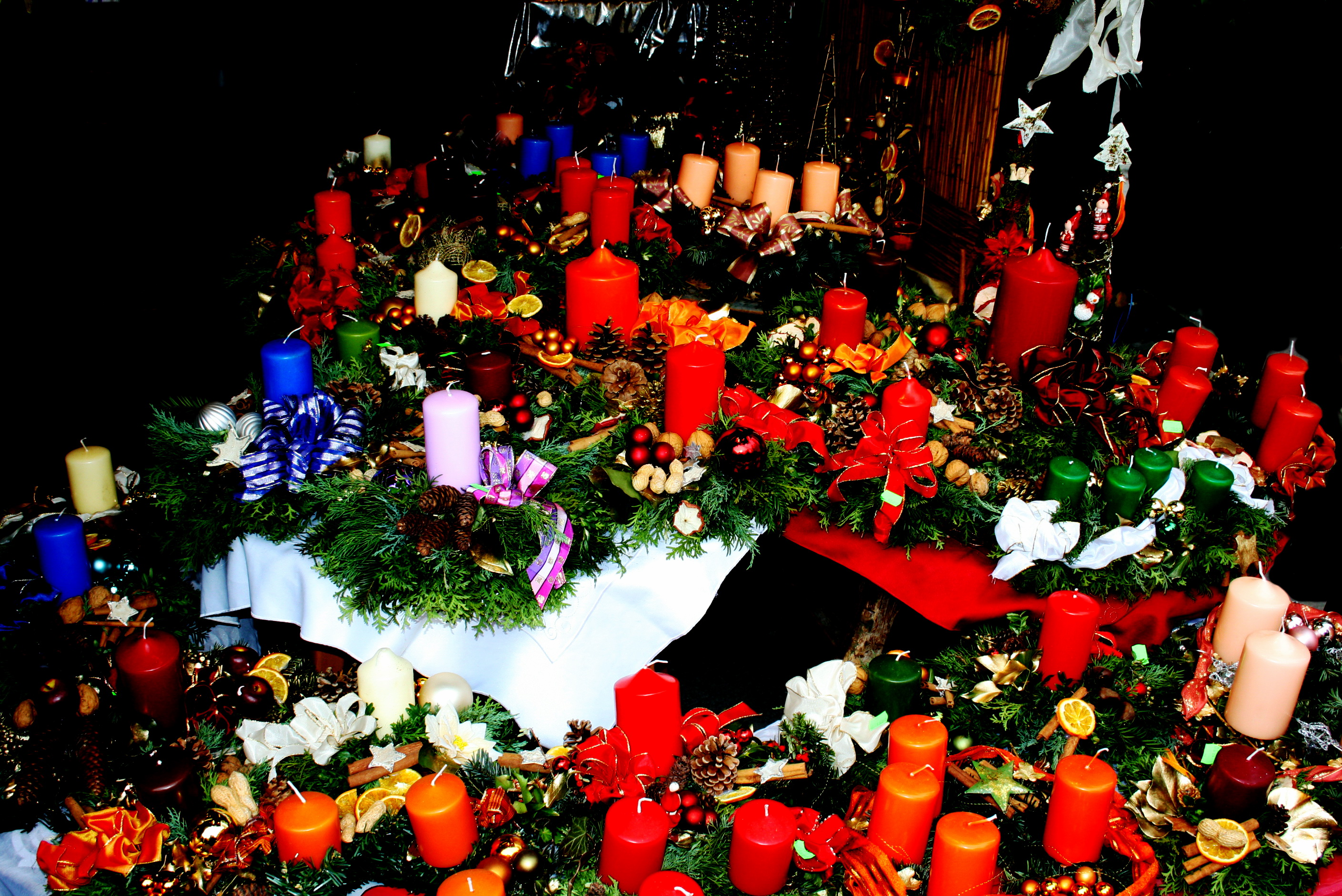
prodej adventních věnců, Rakousko, Salcburk

## Sociální význam výroby
Na farách, nebo v dětských kroužcích, školách, komunálních centrech se scházejí děti i dospělí a společně se před adventem učí, nebo zkouší vyrábět a zdobit adventní věnce, pro svoji domácí potřeby. Za nevelkou úplatu často dostanou již připravené základy, které si sami zdobí. Společně se lépe poznávají. Děti si mohou zkusit vyrobit adventní věnec, nazdobit perníčky, napsat dopis Ježíškovi. Jako inspirace výzdoby slouží řada výstav adventních věnců a prodejních výstav, které mají mnohdy charakter charitativní akce.
Kurz občanského sdružení Český západ učí plést a zdobit adventní věnce vyrábět vánoční ozdoby v podobě třpytivých hvězdiček z korálků, nebo ze slámy a včelího vosku či vyrábět dárky. Výtěžek kurzů poputuje na financování vzdělávání, zaměstnávání, volnočasových programů a dalších aktivit občanského sdružení Český západ, které působí v sociálně vyloučených lokalitách v Dobré Vodě a okolí na Karlovarsku.

V roce 2009 byly v Lichtenštejnském paláci, v zahradě, vystaveno 124 adventních věnců, které vyrobily děti z dětských domovů v Česku. Se zhruba stovkou malých tvůrců věnců se v paláci setkal premiér ČR Jan Fischer a jeho manželka.
Výtěžek prodeje adventních věnců na Dětské klinice Fakultní nemocnice Olomouc této dobročinné akce v roce 2009 byl věnován pro potřeby dětských pacientů hospitalizovaných na hemato-onkologickém oddělení nemocnice.
Dobročinná akce Adventní věnce se na dětské klinice olomoucké fakultní nemocnice se v roce 2009 konala podesáté. Na výrobě věnců se podílejí pacienti kliniky, ale také dle svým možností i jejich rodiče, zdravotní sestřičky a další personál. Výtěžek je věnován na nákup dárků pro dětské pacienty hemato-onkologie, ale také na pořízení hraček do herny na tomto oddělení.
 Na internetových stránkách pro ženy (např. i Blesk) jsou pořádány soutěže o nejkrásněji vyzdobený adventní věnec. Na výrobě věnce doma se mohou podílet dospělí i děti .To v dnešní době může být jedna z mála šancí na chvíli se sejít a popovídat si.
Oslavy okolo adventního věnce v týdnech před Vánoci jsou považovány za šanci pro křesťanské rodiny, aby se oslava Krista stala skutečnou součástí Vánoc. Rodiče mohou poučit své děti o pravém smyslu adventu a Vánoc a předávat tak svou víru dětem v radostném ovzduší blížících se vánoc.

## Adventní věnce v Česku
V ČR jsou tradičně svěceny věnce v katolických kostelích na mši v první adventní neděli (nešpory). Každé ráno se až do 23. prosince konají tradiční ranní mše se zpívanými roráty.
Adventní věnce mají v ČR krátkou tradici: „…v období adventu začaly na českých stolech objevovat takzvané adventní věnce. I přesto, že u nás v Čechách nemají pražádnou tradici, jsou čím dál oblíbenější…“  Větší rozšíření použití adventních věnců bylo umožněno po roce 1989, kdy už nebyla křesťanská symbolika důvodem nebo záminkou k perzekuci ze strany státních orgánů nebo uvědomělých komunistů a podlézavých kariéristů.
Zejména u barev adventního věnce není tradice ještě zcela vyhraněná, snad proto, že křesťanské liturgie se v ČR neúčastní velká většina obyvatel. Respekt k pravidlům symboliky adventního věnce velmi často ustupuje do pozadí před aranžérskými touhami po neotřelosti, invenčnosti a okázalosti. Adventní věnec je pak nezřídka ponížen na osvětlení slavnostního vánočního stolu, kde pak snadno může být libovolný počet libovolných svíček na základně libovolného tvaru.
Pro mnoho lidí se stalo technicky uspokojivou alternativou adventních věnců použití svícnů (mohou být i elektrické) v adventním období.

## Rekordní věnce

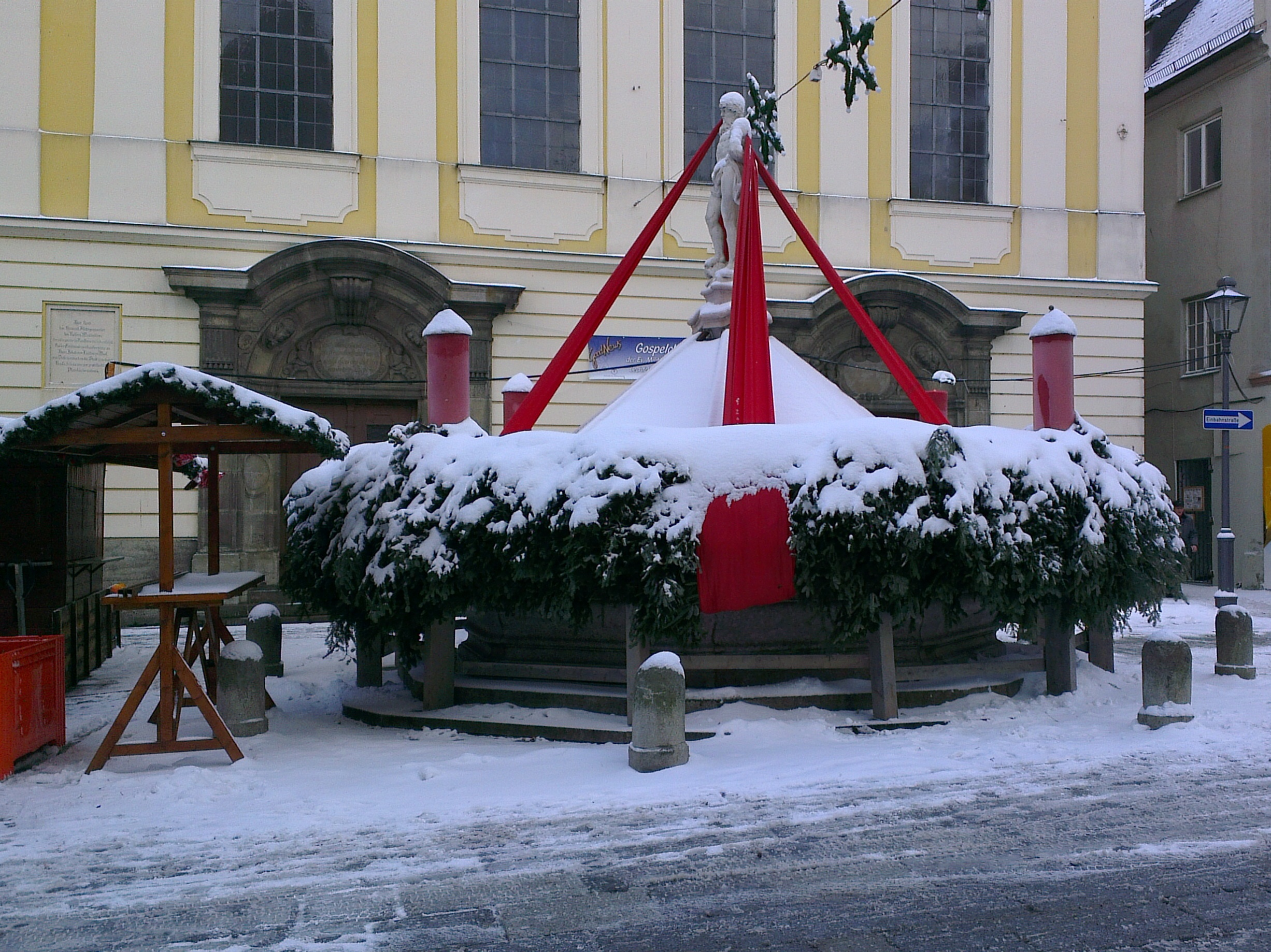
Adventní věnec v Kaufbeuren, Německo

Na Znojemsku v obci Miroslav adventní a vánoční slavnosti od roku 1999 už podesáté ozdobil adventní věnec s průměrem sedm metrů, zapsaný v knize rekordů. Z věnce se za posledních deset let stala jedna z atrakcí města, na kterou se jezdí dívat přespolní a čas od času i turisté z Rakouska.

Podle serveru iDnes byl v roce 2012 v obci Otice na Opavsku vytvořen adventní věnec o průměru přes 18 metrů.

## Podobné zvyky
Zvyky zapalování světel a ohňů jsou podobné v různých zemích a více či méně je srovnatelná i symbolika adventního věnce v těchto svátcích:
- Chanuka – osmidenní židovský svátek světel
- Diwali – hlavní mnohodenní hindský festival světel
- Luciafest – vánoční tradice, která je běžná ve Švédsku
- Luzernar – starobylý chrámový liturgický rituál
- Paradeisl – bavorsko-rakouský předchůdce adventního věnce
- Roráty – ranní mše v době adventu
- velikonoční věnec - stejně jako je adventní věnec jedním ze symbolů Vánoc, lze se setkat také s velikonočním věncem. Většinou se plete z jarního proutí a místo svíček jsou jeho hlavní ozdobou vajíčka. Velikonoční věnec se nejčastěji věší na domovní dveře, ale může být též součástí výzdoby velikonočního stolu. [28]